# Университет Макерере
Университет Макерере (Makerere University, МАК) — крупнейший и старейший университет Уганды.
Основан как техническая школа в 1922 году. В 1963 году стал Университетом Восточной Африки (University of East Africa), предлагая курсы, ведущие к получению степеней Лондонского университета (University of London). Стал независимым национальным университетом в 1970 году, когда Университет Восточной Африки разделился на три независимых университета — Университет Найроби, Кения (University of Nairobi, Kenya), Университет Дар-эс-Салама, Танзания (University of Dar es Salaam, Tanzania) и Университет Макерере. Сегодня Макерере насчитывает 22 факультета, института и школы, предлагающих программы 30 тысячам бакалавров и 3 тысячам магистров и докторантов.
Выпускниками Университета Макерере были бывший президент Уганды Милтон Оботе и первый президент Танзании Джулиус Ньерере, а также бывший президент Танзании Бенджамин Мкапа, бывший президент Кении Мваи Кибаки и нынешний премьер-министр Уганды Амама Мбабази.
При университете Макерере действует Kiira Motors Corporation — национальный производитель автомобилей в Уганде. В составе университета работает Национальная специализированная больница Мулаго — крупнейшая государственная больница Уганды. Также при университете работает Женская больница Мулаго.